# Trương Lôi
Trương Lôi (chữ Nho: 張雷; ? – ?) hay Lê Lôi (chữ Nho: 黎雷) là tướng lĩnh, khai quốc công thần nhà Hậu Lê trong lịch sử Việt Nam.

## Thân thế
Theo Đại Việt sử ký toàn thư, Trương Lôi quê ở làng Cổ Ninh, huyện Nông Cống, trấn Thanh Hóa (nay là thị trấn Nưa, huyện Triệu Sơn, tỉnh Thanh Hóa).
Tuy nhiên, theo tư liệu địa phương, được dẫn lại qua sách Khởi nghĩa Lam Sơn thì Trương Lôi là đồng hương của Vũ Uy, Trương Chiến, Phạm Lật, Lê Cẩm, Lê Văn Lễ và Lê Vũ Bị, đều là người thôn Thụ Mệnh (chưa rõ ở đâu thuộc Thanh Hóa). Cũng theo đó thì Trương Lôi và Vũ Uy là gia thần của Lê Lợi.
Dòng họ Lê Trương ở xã Hải Hòa, huyện Tĩnh Gia (nay là phường Tĩnh Gia), tỉnh Thanh Hóa cho rằng Trương Lôi là cha của Trương Chiến, một công thần khác có mặt trong hội thề Lũng Nhai, nhưng chưa có văn bản chứng minh. Trong khi sách Khởi nghĩa Lam Sơn không chép gì về quan hệ cá nhân giữa Trương Lôi, Trương Chiến. Nhân vật Trương Chiến tham dự hội thề thực chất tên là Trương Lan.

## Hoạn lộ
Mùa đông, năm Bính Thân (1416), theo một số dị bản thì Trương Lôi là một trong những người tham gia hội thề Lũng Nhai. Theo sách Khởi nghĩa Lam Sơn, với thân phận gia thần, Trương Lôi cùng Vũ Uy được Lê Lợi giao cho việc cày ruộng ở động Chiêu Nghi. Việc sản xuất và tích trữ lương thực về sau được giao cho Trương Chiến, Vũ Uy phối hợp với Ngô Kinh, Ngô Từ.
Năm Mậu Tuất (1418), Lê Lợi khởi nghĩa chống quân Minh. Căn cứ sắc phong năm 1753 ở đền thờ thôn Quan Nội, Trương Chiến có tham gia hai trận đánh ở Mường Cốc, Linh Sơn (núi Chí Linh) vào khoảng 1418–1419.
Tháng 4 (âl) năm Mậu Thân (1428), Lê Lợi lên ngôi vua, tức Lê Thái Tổ, lập ra nhà Hậu Lê. Trương Lôi là một trong số những công thần được ban quốc tính. Ngày 3 tháng 5 (âl) năm 1429, Lê Lôi là một trong 14 công thần được ban tước Huyện hầu, gồm: Lê Bị, Lê Bì, Lê Bĩ, Lê Náo, Lê Thụ, Lê Lôi, Lê Khả, Lê Bồi, Lê Khả Lang, Lê Xí, Lê Khuyển, Lê Bí, Lê Quốc Trinh, Lê Bật.
Dưới triều Lê Thái Tông, Lê Lôi giữ chức Tuyên phủ đại sứ Thái Nguyên hạ bạn. Tháng 7 (âl) năm Đinh Tỵ (1437), Lê Lôi được phong Xa kỵ Đồng tổng quản kiêm Đô tổng quản phủ lộ Thanh Hóa. Căn cứ sắc phong, ông làm quan đến Tả Xa kỵ, Vệ đại tướng quân, hàm Thái bảo, tước Triều quận công.
Không rõ Trương Lôi mất năm nào. Căn cứ sắc phong, ông được truy tặng Thái phó, Thượng tướng quân, thụy Trực Nghi.

## Thờ phụng
Thôn Quan Nội thuộc phường Tĩnh Gia, tỉnh Thanh Hóa có đền thờ Trương Lôi, Trương Chiến. Trong đền thờ có lưu giữ được một số cổ vật, trong đó có hai sắc phong năm 1753 (niên hiệu Cảnh Hưng thứ 14 đời vua Lê Hiển Tông).